# Antonín Petráš
Antonín Petráš (* 2. ledna 1941) je český politik a učitel, v letech 1996 až 2002 senátor za obvod č. 75 – Karviná, v letech 2002 až 2006 primátor města Karviné, člen KSČM.

## Vzdělání, profese a rodina
Pracoval jako učitel, později působil jako ředitel základní školy.

## Politická kariéra
Zasedá v zastupitelstvu města Karviná, kde v letech 1998-2002 zastával post radního. V roce 2002 byl zvolen prvním komunistickým primátorem v České republice (po pádu socialismu), v této funkci zůstal až do roku 2006.
Ve volbách 1996 se stal členem horní komory českého parlamentu, když v obou kolech porazil sociálního demokrata Bohumíra Bobáka. V senátu se angažoval ve Výboru petičním, pro lidská práva, vědu, vzdělávání a kulturu. Ve volbách 2002 svůj mandát neobhajoval.